# Tököli repülőtér
A tököli repülőtér Tököl, Szigetszentmiklós, Szigethalom, Halásztelek, valamint a Duna által határolt, egykor Horthy-ligetnek nevezett területen található repülőtér. Besorolása nem nyilvános fel- és leszállóhely. A Dunai Repülőgépgyár Rt. gyári repülőtereként létesült az 1940-es évek elején. A második világháborútól 2001-ig katonai repülőtérként üzemelt. Létesítményei a Csepel-sziget fő gerincútjának számító 5101-es útról közelíthetők meg.

## Története

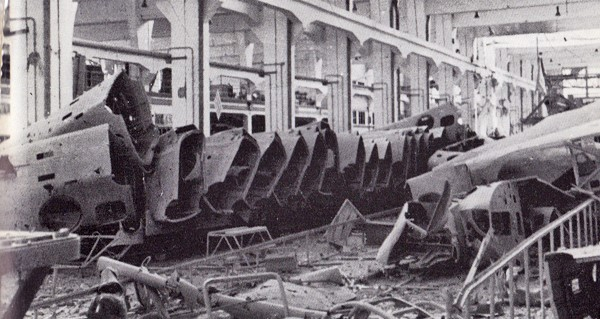
A Dunai Repülőgépgyár törzsszereldéje 1944-ben

A tököli repülőtér az 1940-es évek elején létesült a Dunai Repülőgépgyár Rt. üzemi repülőtereként. A Pesti Magyar Kereskedelmi Bank és a Weiss Manfréd Művek 1941 februárjában kötött haszonbérleti szerződést Szigetszentmiklós községgel egy új repülőgép- és repülőgépmotor-gyár felépítéséhez szükséges területről. Az új repülőgépgyár a magyar repülőgépgyártás növekvő kapacitás-igénye miatt jött létre. Kezdetben a Messerschmitt Bf 210 romboló repülőgép és a Bf 109 vadászrepülőgép gyártását tervezték, a hozzájuk tartozó DB 605 repülőgépmotorokkal együtt. A céget 1941. július 1-jén jegyezték be, majd még azon a nyáron megkezdődött az üzemcsarnokok, műhelyek és a gyári repülőtér építése a Szigetszentmiklós és Tököl közötti területen, melyet Horthy-ligetnek neveztek. A repülőgépgyár 1942 novemberében kezdte meg a termelését.

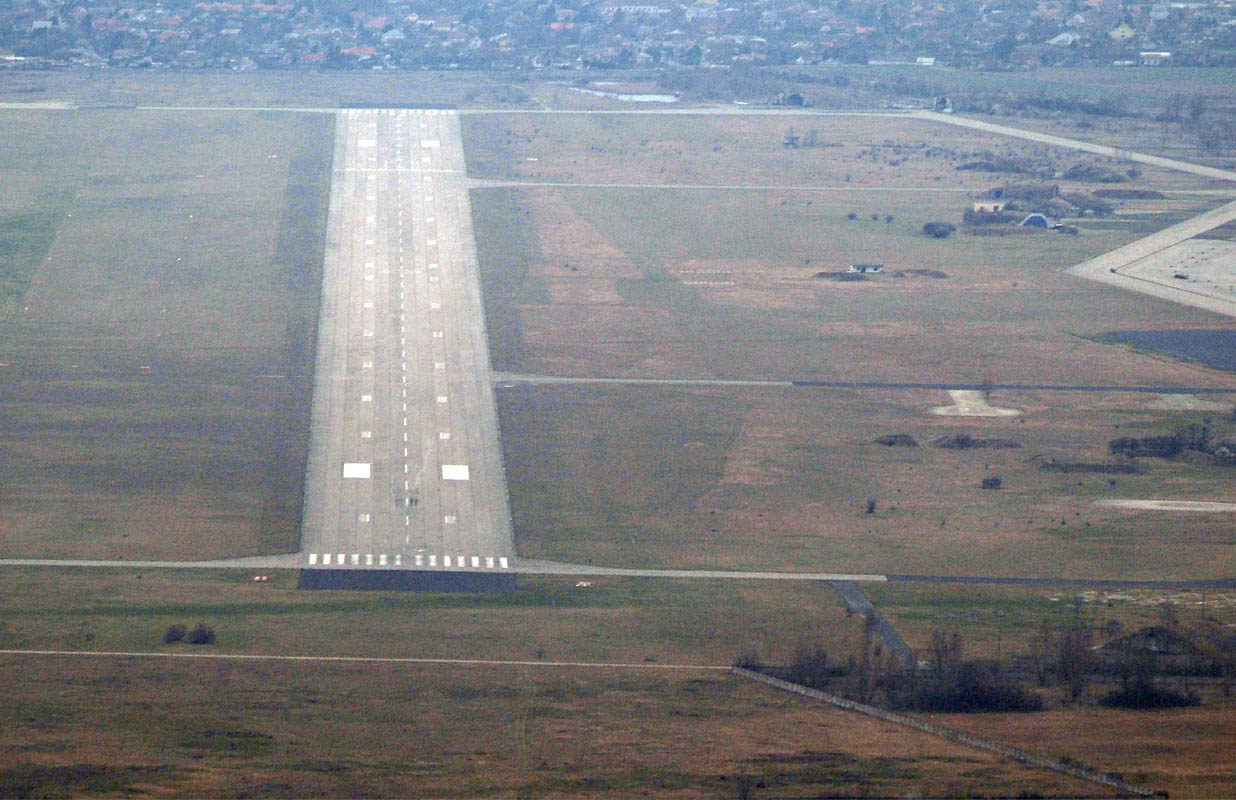
A reptér betonozott kifutója

A világháborús események miatt a Dunai Repülőgépgyár gyári repülőterén 1943 márciusában felállították a Bf 109 vadászrepülőgépekkel felszerelt 5/3-as vadászrepülő századot, melynek feladata Budapest védelme volt.
1944. április 13-án súlyos bombatámadás érte a tököli repülőteret. Amerikai bombázók több mint 200 tonna bombát dobtak a Dunai Repülőgépgyár létesítményeire és Horthy-ligetre. Június 30-án újabb amerikai bombatámadás érte a repülőteret.
Horthy-ligetet és a tököli repülőteret 1944. november 22-én foglalták el a szovjet csapatok. A repülőteret 1945 januárjában vették használatba, ide települt a szovjet légierő több hadosztálya, köztük A–20 Boston bombázók, vadászrepülők és csatarepülők. A front nyugatra vonulásával azonban a szovjet repülő alakulatok nem távoztak, pár egység 1945 nyaráig maradt. A tököli repülőteret 1945 végén vette ismét használatba a Vörös Hadsereg, ezzel a repülőtér több évtizedes szovjet használata vette kezdetét. Az első megtelepült alakulat a 36. bombázóezred volt.
1947-ben államosították a repülőtér mellett működő Dunai Repülőgépgyárat, majd 1949 novemberében beolvasztották a Csepel Autógyár Nemzeti Vállalatba. Ugyanebben az időben a repülőtér szomszédságában létrehozták a Repülő Műszaki Intézetet (REMI) is.
1949-ben a Magyar Néphadsereg az eredetileg 1200 m hosszú betonpályát 13 cm-el megvastagította, egyben 2500 m hosszúságúra növelte.
Az 1950-es évek elején a Magyar Néphadsereg is használni kezdte a tököli repülőtér egy részét. 1951-ben érkeztek meg a Magyar Néphadsereg új MiG–15-ös vadászrepülőgépei és Jak–18-as kiképző repülőgépei Tökölre. Ezt követően, 1952-ben a magyar Honvéd Légierő 24. és 25. vadászrepülő ezrede is a tököli repülőtérre települt, 1953. október 1-jén pedig létrehozták a Magyar Néphadsereg tököli repülőbázisát. Ugyanebben az évben a repülőtéren működő repülőgépjavító vállalatot leválasztották a Csepel Autógyár Nemzeti Vállalatról és létrehozták a katonai repülőgépek javítására szakosodott Pestvidéki Gépgyárat. A nagyjavított repülőgépek berepülését végezték a tököli repülőtéren.
A Szovjet Légierő vadászezrede itt települt 1950 és 1951 vége között, majd Veszprémbe távozott, őket egy bombázóezred követte Pe–2, majd Il–28 gépekkel. 1956-tól a bombázók távoztak, s több vadászezred, - hadosztály illetve egy vegyes repülőszázad érkezett ide, nem beszélve a Déli Hadseregcsoport légvédelmi alakulatairól.
Az 1956-os forradalom idején, november 1-jén a repülőtér magyarok által használt részét szovjet alakulatok vették körül, míg a szovjet használatú részt légvédelmi lövegekkel erősítették meg. A szovjet erők a Tökölön található összes magyar repülőeszközt lefoglalták.
A magyar katonai repülés csak 1968-ban tért vissza a tököli repülőtérre, amikor megalakították a kormányzati légi szállítási feladatokat végző szállítórepülő századot. Az alakulatnak kezdetben két darab An–24V és két darab Il–14 szállító repülőgépe volt.
Az itt települő szovjet vadászezredet 1989 nyarán megszüntették. Helyére az akkor megalakuló helikopterezred érkezett. Az alakulat a Mi-24V, P, K, R és Mi-8MT, MTV, Mi-8VKP és Mi-9 gépeket használt. A szovjet csapatokat 1991 június 19-ig kivonták Magyarországról, így a tököli repülőtéren állomásozó alakulatok: a hadosztálytörzs és a 201. repülőszázad az év júniusában távozott. A bázis történetéről apró részletességig írt Vándor Károly: Légierő társbérletben című kétkötetes könyvében (2009, 2010) A repülőteret a szovjet fél, a 36. Légi Hadsereg Törzs 1991. június 5-én adta át a Magyar Honvédségnek. Üzemeltetését azonban már május 5-től az MH 93. Vitéz Háry László Vegyes Repülőosztály vette át. Az alakulat 1992-ben a kiöregedett An–24V-k helyett két db An–26-ost vett át a szolnoki MH 89. Vegyes Repülődandártól. A repülőosztály 2001 augusztusáig működött Tökölön, ezt követően beolvasztották a szolnoki repülőezredbe, így ekkor a Magyar Honvédség kiürítette a repülőteret. Közben a repülőtér mellett működő repülőgépjavító üzem katonai tevékenységgel foglalkozó részéből megalakult a Dunai Repülőgépgyár Rt.
Az első nyilvános polgári rendezvényre 2003. július 26-án került sor, amikor a repülőtér adott helyet a Red Bull Air Race Világkupa egyik futamának.
| ICAO kód             | LHTL                                            |
| Név                  | Tököl Airport                                   |
| Pozíció              | 2 km / 1 nm Tököl                               |
| Koordináta           | N472044 E0185851                                |
| Magasság             | 100m - 328 ft                                   |
| Hívójel              | Tököl Info                                      |
| Frekvencia           | 127.55 MHz                                      |
| NAV AID Forgalmi kör | 14 RH, 32 LH 1700 ft AMSL                       |
| Repülőtér kat.       | IV. osztályú besorolású nem nyilvános repülőtér |
| Üzemelés             | 0730LT-SS / NVFR, IFR nincs                     |
| Üzemanyag            | AVGAS 100LL, JET A-1                            |
| Utolsó frissítés     | 2017-01-01                                      |
| Időjárás             | nincs (LHBP ATIS 132.37)                        |

## A2 műrepülő légtér
Az A2 műrepülő légteret a tököli repülőtér felett jelölték ki a 26/2007. (III. 1.) GKM-HM-KvVM együttes rendelet 2. melléklet II. LHSA2 néven. A kijelölt légtér 1,5 km sugarú kör a 472044N 0185851E középpont körül 3500’ (1050 m) AMSL / 550’ (165 m) AMSL. A terület magassága 100 méter, így a légtér alja a terepszint felett 65 métertől kezdődik. A légtér leszorításának oka a repülőtér felett elhaladó ferihegyi légiforgalom. A kijelölt légtér alatt van Halásztelek és Tököl egy része..

## Környezeti konfliktus
A 2003-as újranyitás óta a környező lakosság és civil szervezetei folyamatosan tiltakoznak a reptér fejlesztése ellen. 2014. július 14-én pert nyert az Élhető Környezetünkért Egyesület a reptér engedélyét kiadó Nemzeti Közlekedési Hatósággal szemben és a bíróság megsemmisítette Archiválva 2014. július 28-i dátummal a Wayback Machine-ben a repülőtér átminősítési engedélyét.